# Arboretum Wirty

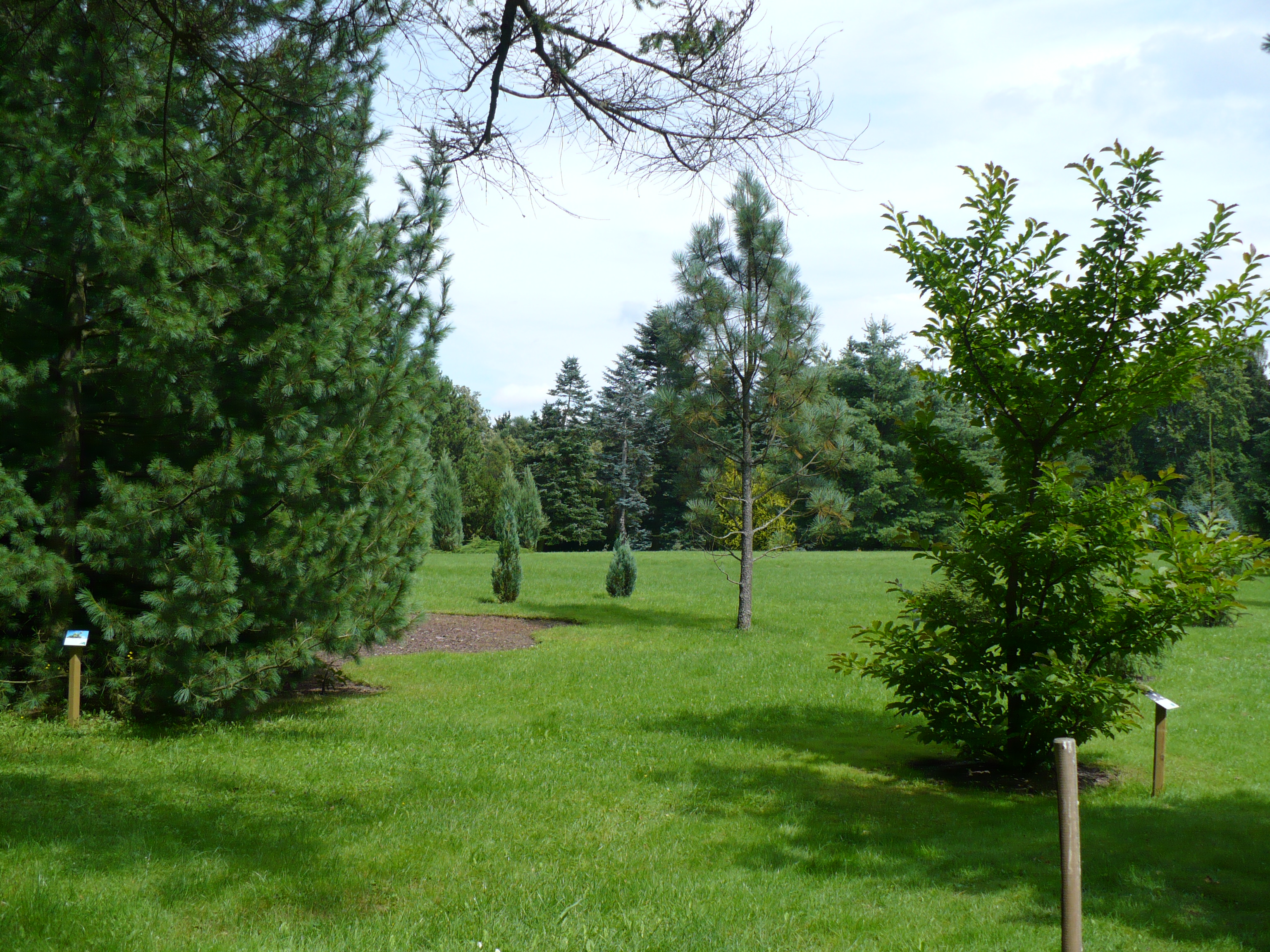
Widok ogólny

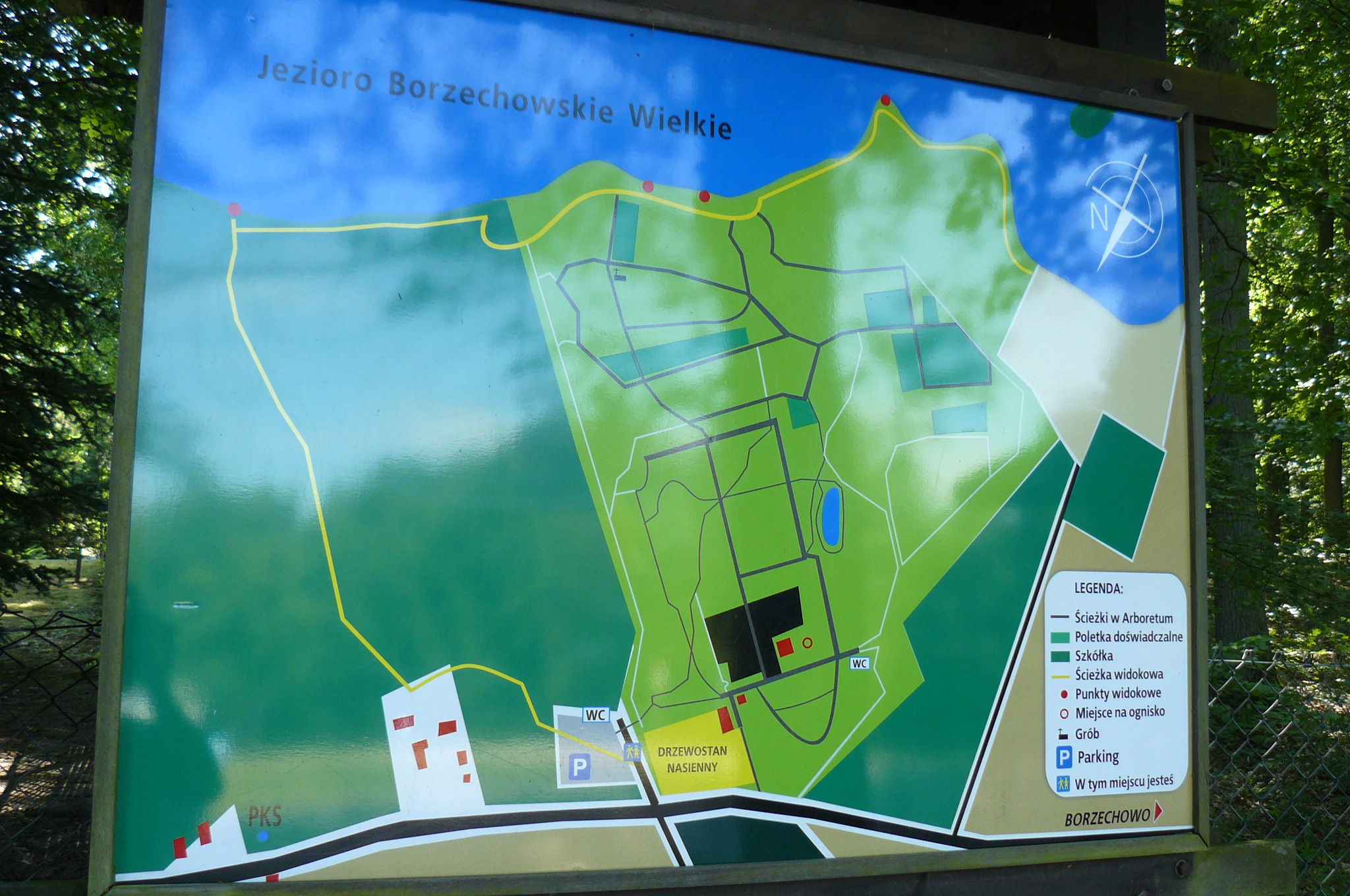
Plan arboretum

Arboretum Wirty – ogród dendrologiczny położony w miejscowości Wirty nad Jeziorem Borzechowskim, w gminie Zblewo, powiat starogardzki, województwo pomorskie. Znajduje się pod zarządem Regionalnej Dyrekcji Lasów Państwowych w Gdańsku, leży na terenie Nadleśnictwa Kaliska – Leśnictwo Wirty, oddział 37.

## Historia
W szkółce drzew owocowych w latach 1875–1880 nadleśniczy nadleśnictwa Wirty Adam Putrich wprowadził szpalerowe nasadzenie drzew owocowych, w latach 1890–1898 przy współpracy prof. Adama Schwappacha, założył 29 powierzchni doświadczalnych badających sposoby naturalizacji i aklimatyzacji oraz możliwości wykorzystania gospodarczego drzew obcego pochodzenia. Założono księgi, w których zapisywano obserwacje, a do wybuchu I wojny światowej wyniki badań publikowano w fachowych pismach. W zapisach tych brak jest informacji o pochodzeniu materiału szkółkarskiego. Na przełomie XIX i XX zgromadzono tu wielką kolekcję róż.
W tym czasie przy współpracy z ogrodami botanicznymi w Berlinie i Eberswalde powstała część ogrodu stanowiąca zaczątek ogrodu botanicznego z kolekcją dendrologiczną. Pierwszą inwentaryzację ogrodu i charakterystykę gatunków przeprowadzono w 1924. Kolejny spis został dokonany w latach 1955–1958. Zarejestrowano 90 gatunków drzew liściastych i 140 iglastych.
Do lat pięćdziesiątych XX w. staraniem nadleśniczych Kazimierza Szulisławskiego i Józefa Pozorskiego wzbogacono kolekcję o nową aleję drzew egzotycznych i zajmujące około 0,44 ha alpinarium. Wielkie zniszczenia w drzewostanach spowodował huragan z 2 listopada 1981 r., który powalił większość najstarszych daglezji. Część nasadzeń zniszczyły mroźne zimy w latach 50. XX w. i w latach 1987–1988, kiedy to w styczniu temperatury dochodziły do -30 stopni.
W latach 1984–1988 zasadzono m.in. wiele drzew dalekowschodnich oraz rozpoczęto prace projektowe nowego układu przestrzennego. Obecnie powiększono powierzchnię ogrodu włączając tereny dawnych szkółek i rozbudowano skalny ogród. W utrzymaniu i rozbudowie ogrodu oraz w pracach badawczych czynnie uczestniczy, obok służby leśnej, Instytut Dendrologii PAN w Kórniku.

## Kolekcja
Obecnie na terenie 39 kwater (33,61 ha) rośnie blisko 145 gatunków, odmian i form roślin iglastych i 310 liściastych, a także około 150 gatunków runa leśnego. W arboretum znajduje się jedyny w Polsce okaz orzecha pośredniego.
Ogród podzielony jest na cztery części: ogród dendrologiczny, roślinność europejska, amerykańska i azjatycka. Poszczególne części dzielą się na kwatery poprzedzielane drogami i oznaczone cyframi.
Kolekcja arboretum dzieli się na dwie części. Część parkowa obejmuje kolekcję drzew iglastych i liściastych wysadzanych rzędami wzdłuż ścieżek. Część leśna przylegająca bezpośrednio do jeziora Borzechowskiego, poprzecinana jest dolinkami z okazami drzew egzotycznych i blisko dwustuletnich drzew krajowych.
Zaplecze gospodarcze składa się z budynku administracyjno-biurowego, wyłuszczarni szyszek, komór do sortowania i przechowywania nasion, magazynu szyszek, tuneli foliowych i szklarni.

## Edukacja
W lesie powstała ścieżka dydaktyczna o długości około 2,7 km, pozwalająca poznać różne typy lasów oraz sposoby ich zagospodarowania oraz ochrony.

## Grób
Na terenie arboretum znajduje się grób syna założyciela ogrodu Adama Putricha.